# Slyegöl
Slyegöl är en sjö i Västerviks kommun i Småland och ingår i Botorpsströmmen-Marströmmens kustområde. Sjön har en area på 0,0612 kvadratkilometer och ligger 8,8 meter över havet. Sjön avvattnas av vattendraget Riskeboån.

## Delavrinningsområde
Slyegöl ingår i det delavrinningsområde (638714-154151) som SMHI kallar för Mynnar i havet. Medelhöjden är 42 meter över havet och ytan är 37,21 kvadratkilometer. Det finns inga avrinningsområden uppströms utan avrinningsområdet är högsta punkten. Avrinningsområdets utflöde Riskeboån mynnar i havet. Avrinningsområdet består mestadels av skog (82 %). Avrinningsområdet har 1,29 kvadratkilometer vattenytor vilket ger det en sjöprocent på 3,5 %.